# A kereszténység története (televíziós sorozat)
A kereszténység története egy hatrészes angol dokumentumfilm-sorozat, amely 2009-ben készült.